# 小野塚貴志
小野塚 貴志（おのづか たかし、1974年2月1日 - ）は、日本の男性声優。マウスプロモーション所属。東京都出身。

## 人物
専門学校東京アナウンス学院放送声優科卒業。
声優としては外画を中心にアニメ、ゲーム、ナレーションでも活躍している。
趣味・特技はダンス、歌、テニス。

## 出演
太字はメインキャラクター。

### テレビアニメ
1998年
- 男はつらいよ 〜寅次郎忘れな草〜（社員A）

1999年
- デビルマンレディー（青年）

2000年
- ニャニがニャンだー ニャンダーかめん（村人C）
- 星界の戦旗（2000年 - 2001年、乗員E、乗員B、第二艦隊参謀B、刑務官C） - 2シリーズ
- サイバーシックス（2000年 - 2001年、フィクストたち、不良2、フィクストピエロ、船長）

2001年
- 最遊記シリーズ（2001年 - 2004年、、天上人、岩妖怪、船の渡し守） - 3シリーズ
- 週刊ストーリーランド（がや）
- 名探偵コナン（吉村光夫）
- 旋風の用心棒（博徒）

2002年
- サイボーグ009 THE CYBORG SOLDIER（戦士2、店員）
- パタパタ飛行船の冒険（ジャック）
- 東京アンダーグラウンド（番長の子分）
- 攻殻機動隊 STAND ALONE COMPLEX（2002年 - 2003年、パズ）

2004年
- 攻殻機動隊 S.A.C. 2nd GIG（パズ）
- 無人惑星サヴァイヴ（キャスター）

2005年
- ギャラリーフェイク（看守）
- 交響詩篇エウレカセブン（少佐）
- CLUSTER EDGE（車掌見習い）

2007年
- スカルマン（信者）
- ヒロイック・エイジ（コロニース特使）

2008年
- ロザリオとバンパイア（平、側近〈大男〉） - 2シリーズ
- 二十面相の娘（助監督A）
- ネオ アンジェリーク Abyss -Second Age-（ガウス）
- ゴルゴ13（チャーリィ）

2009年
- 黒神 The Animation（生徒）
- アラド戦記〜スラップアップパーティー〜（ナサニエル）

2010年
- ちゅーぶら!!（小町の兄）
- NARUTO -ナルト- 疾風伝（ヤオキ）

2011年
- 大人女子のアニメタイム「川面を滑る風」
- カードファイト!! ヴァンガード（黒沢ヒカル）
- 輪るピングドラム（男性アナウンサー）

2013年
- 宇宙戦艦ヤマト2199（パレン・ネルゲ）※2012年劇場先行公開

2014年
- バディ・コンプレックス（ミハイロフ）
- キャプテン・アース（狩屋ハルヒコ）
- ハイキュー!!（2014年 - 2020年、茂庭要） - 3シリーズ
- ガンダム Gのレコンギスタ（パイロット）

2016年
- モブサイコ100（天井破り）
- ドリフェス!（記者、プロデューサー）

2017年
- ROBOMASTERS THE ANIMATED SERIES（チョウ）

2018年
- サンリオ男子（康太の父）
- LOST SONG（役人、軍師、老人）
- アイカツフレンズ!（2018年 - 2019年、ムッシュ・ザックバラン） - 2シリーズ
- 進撃の巨人（2018年 - 2021年、ロイ） - 3シリーズ
- BANANA FISH（レポーター、アルパー、アナウンサー）

2019年
- 僕のヒーローアカデミア（ミリオの父）

2020年
- ＜Infinite Dendrogram＞-インフィニット・デンドログラム-（ライザック）

2023年
- め組の大吾 救国のオレンジ（2023年 - 2024年、碓井陸）

### 劇場アニメ
- KAZU&YASU ヒーロー誕生（1995年）
- め組の大吾 火事場のバカヤロー（1999年、消防官）
- 宇宙戦艦ヤマト 復活篇（2009年、士官）
- 攻殻機動隊 STAND ALONE COMPLEX Solid State Society（2011年、パズ）
- 君の名は。（2016年）
- 交響詩篇エウレカセブン ハイエボリューション（2017年 - 2018年、レイヴァー、ラモン・ツイマー） - 第1・2部 / 3部作
- Gのレコンギスタ II ベルリ 撃進（2020年、士官）
- シン・エヴァンゲリオン劇場版𝄇（2021年[42]）
- RE:cycle of the PENGUINDRUM [前編] 君の列車は生存戦略（2022年）

### OVA
- うさぎちゃんでCue!!（2001年）
- KIZUNA -絆- 恋のから騒ぎ（2001年、少年2）
- 機動戦士ガンダム MS IGLOO 2 重力戦線（2008年、ザクパイロット）
- 宇宙戦艦ヤマト2202 愛の戦士たち（2017年、ルッツ・カーゼット[43][44]）※ODS作品
- エヴァンゲリオン 使徒、博多襲来（2019年）

### Webアニメ
- マウスどうぶつえん（2017年、ウミガメのたかし）
- 攻殻機動隊 SAC_2045（2020年 - 2022年、パズ[45]） - 2シリーズ
- マウスどうぶつえん名作劇場（2020年、ウミガメのたかし）
- ユメノツボミ（2021年、パパ[46]）

### ゲーム
1998年
- 玉繭物語（ケルマリオ）

2000年
- 立体忍者活劇 天誅弐（蛙）

2004年
- 風雲 新撰組（藤堂平助）
- 3年B組金八先生 伝説の教壇に立て!（米兵）

2005年
- 忍道 戒（一条武士〈A〉、貞女武士〈B〉）
- 風雲 幕末伝（藤堂平助）

2008年
- 侍道3（桐江正継）
- 白騎士物語
- 428 〜封鎖された渋谷で〜

2010年
- ACE COMBATX2 ジョイントアサルト（グレアム・ハートリー）

2014年
- ハイキュー!! 繋げ!頂の景色!!（茂庭要）
- LEGO バットマン3 ザ・ゲーム ゴッサムから宇宙へ（ロビン）

2016年
- ハイキュー!! Cross team match!（茂庭要）

2017年
- 地球防衛軍5 (先輩)

2018年
- キングスレイド（チェイス）

2020年
- ファイナルファンタジーVII リメイク

2022年
- GetsuFumaDen: Undying Moon（月嵐童）
- 地球防衛軍6 (先輩)

2023年
- OCTOPATH TRAVELER II

2025年
- プロジェクトセカイ カラフルステージ! feat. 初音ミク（こはねの父）

### ドラマCD
- 東京魔人学園剣風帖外伝 妖都鎮魂歌（警官）
- PON!とキマイラ 学園天国篇（野球部員）
- MAUSU THEATER

### BLCD
- ジャジャ馬ならし（同級生A）
- しょせんケダモノ（生徒B）
- MODS -モッズ
- 欲望の犬（関本）

### 吹き替え

#### 映画
- RV（アール・ゴーニキー〈ハンター・パリッシュ〉）
- 愛してる、愛してない...（ダヴィッド〈クレマン・シボニー〉）
- あいつはママのボーイフレンド（ヘンリー〈コリン・ハンクス〉）
- 憧れのウェディング・ベル（アレックス・エイルハウアー〈クリス・プラット〉）
- イブラヒムおじさんとコーランの花たち
- 美しすぎる母（ブラック・ジェイク〈ウナクス・ウガルデ〉）
- エア・バディ2（ウィーブル）
- エニグマ奪還（ジョノ〈デヴィッド・バーキン〉）
- オーシャンズシリーズ（イエン〈シャオボー・チン〉）※ソフト版
  - オーシャンズ11
  - オーシャンズ12
  - オーシャンズ13
- ガールズ・ルール! 100%おんなのこ主義（ポッサム〈マイケル・バリー〉）
- キャッチ・ミー・イフ・ユー・キャン（生徒）
- キャプテン・アメリカ/ザ・ファースト・アベンジャー（フッター）
- クライム・アンド・パニッシュメント（ディーン）
- クンドゥン（ダライ・ラマ14世〈成人〉〈テンジン・トゥタブ・ツァロン〉）
- GAMER（ケン・キャッスル〈マイケル・C・ホール〉）
- コーチ・カーター（チモ・クルーズ〈リック・ゴンザレス〉）
- ゴスフォード・パーク（ヘンリー〈ライアン・フィリップ〉）
- 最'新'絶叫計画（バディ〈クリストファー・マスターソン〉）※ソフト版
- 最後の少林寺（フォン・サイヨ〈ツィー・ポーワァ〉）
  - 続・最後の少林寺（フォン・サイヨ〈ツィー・ポーワァ〉）
- ザッツ★マジックアワー ダメ男ハワードのステキな人生（トロイ・ゲーブル〈コリン・ハンクス〉）
- ザ・フーリガン（ガンボ〈リー・ロス〉）
- シー・オブ・ラブ ※テレビ東京版
- しあわせの処方箋（レイ・スタイン〈デヴィッド・ジュリアン・ハーシュ〉）
- シティ・オブ・ゴッド（ブスカペ〈アレシャンドレ・ホドリゲス〉、ビリー・トラヴァース）
- シャザム!（ヒーローフレディ〈アダム・ブロディ〉[50]）※ザ・シネマ版
- JUNO/ジュノ（ジョッシュ）
- 女帝キャサリン（サルティコフ〈クレイグ・マクラクラン〉）
- ストーカー（ヨシ・アラキ〈ポール・ハンセン・キム〉）
- ストンプ!（クウェイク）
- スペル（クレイ・ダルトン〈ジャスティン・ロング〉）
- スラムドッグ$ミリオネア（サリーム・マリク〈マドゥル・ミッタル〉）
- スター・ウォーズ エピソード4/新たなる希望 特別篇（ポール・トレイダム中尉）
- スリー・キングス ※フジテレビ版
- センターステージ（チャーリー・シムス〈サシャ・ラデツキー〉）
- 卒業 ※テレビ東京版
- ダーク・インフェルノ
- タイムクラッシュ・超時空カタストロフ（スタントン捜査官〈ジェームズ・アローディ〉）
- ダンサー・イン・ザ・ダーク（廷吏）※ビデオ版
- TABOO タブー（リコ〈パトリック・ブリストー〉）
- デス・ロード 染血（男子学生〈アシュトン・ホームズ〉）
- デッドベイビーズ（ジャイルズ〈チャーリー・コンドー〉）
- ドクター・ストレンジ（渋る外科医[51]）
- トワイライト 特別篇（ジェイコブ・ブラック〈テイラー・ロートナー〉）※日本テレビで放映
- ナッティ・プロフェッサー クランプ教授の場合 ※日本テレビ版
- ナポレオン・ダイナマイト（キップ・ダイナマイト〈アーロン・ルーエル〉）
- ニューヨークの恋人 ※日本テレビ版
- 呪い NOROI The Cubbyhouse（ダニー〈ジョシュア・レナード〉）
- ハート・オブ・ウーマン（キャメロン〈エリック・バルフォー〉）
- ハード・デイズ（アーニー〈エイドリアン・ブロディ〉）
- パーマネント ミッドナイト（ニッキー〈オーウェン・ウィルソン〉）
- パイレーツ・アイランド（マース〈オリバー・アークランド〉）
- ハッカビーズ（アルバート・マルコヴスキー〈ジェイソン・シュワルツマン〉）
- バッファロー'66
- ピザボーイ 史上最凶のご注文（トラヴィス〈ニック・スウォードソン〉）
- フィフス・エレメント（警官、通信の声）※テレビ朝日版
- フォーエバー・フィーバー（ブーン〈スティーヴン・リン〉）
- フード・ボーイ 秘密のパワー（ギャレット〈ノア・バスティアン〉）
- ブラック・キャデラック（ロビー〈ジェイソン・ドーリング〉）
- ブレックファスト・クラブ（ブライアン・ジョンソン〈アンソニー・マイケル・ホール〉）
- ブラックサイト（エルマー）
- ブラフマン・ナーマン 〜性春のファイナルアンサー〜（ナマン〈シャシャンク・アローラ〉）
- ブラボー火星人2000（レーダー係）
- ブロンクス 破滅の銃声（若い男）
- ヘルウィーク（ドワイト〈マリク・バジール〉）
- ベスト・キッド（トミー〈ロブ・ギャリソン〉）※DVD・BD新録版
- ベスト・キッド3/最後の挑戦（トミー〈ロブ・ギャリソン〉）※DVD・BD新録版
- ホワイトファング2/伝説の白い牙（ピーター〈アンソニー・ルイヴィヴァー〉）※NHK版
- ぼくの国、パパの国（サリーム）
- マイ・リトル・ガーデン（フレディ〈リー・ロス〉）
- マスター・アンド・コマンダー（ピーター・カラミー士官候補生〈マックス・ベニッツ〉）
- ミレニアム・クライシス（トニー〈リチャード・ガバイ〉）
- メルトダウン・クライシス（ロスマン〈ザック・ウォード〉）
- モンテ・クリスト伯
- ロードキラー
- ロマンスX
- 101 ※テレビ朝日版
- ワイルド・スモーカーズ（ベン〈マット・ロス〉）

#### ドラマ
- ER V 緊急救命室（ルイトリー）
- ER VII 緊急救命室（スミス、ジョディ）
- イージー/Easy（ベルニー）
- ヴァンパイア・ダイアリーズ（ルカ・マーティン〈ブライトン・ジェームス〉）
- OZ/オズ（ケネス・“ケニー”・ワングラー〈J・D・ウィリアムズ〉、ナット・ギンズバーグ）
- GIRLS/ガールズ5（スコット〈ジェイソン・リッター〉）
- クリミナル・マインド FBI行動分析課 #9
- クリミナル・マインド8 FBI行動分析課 #6（ホセ・アグイダ）
- 刑事フォイル #37, #38
- CSI:8 科学捜査班（アーロン・ウェスト〈ダグラス・スミス〉）
- CSI:ニューヨーク7（スコット）
- CSI:マイアミ2（ジェイソン〈ダグラス・スミス〉）
- CSI:マイアミ8
- シックス・フィート・アンダー（デイヴィッド・フィッシャー〈マイケル・C・ホール〉）
- 笑傲江湖（楊蓮亭）
- 女王ヴィクトリア 愛に生きる
- スタートレック:ヴォイジャー（テイボー少尉）
- TOUCH/タッチ（デヴォン）
- CHUCK/チャック（デヴォン・ウッドコム〈ライアン・マクパートリン〉）
- 超人ハルク リターンズ（ザック・ランバート〈ジェイ・ベイカー〉）
- ティーンズ救命隊（タイラー〈ショーン・アシュモア〉）
- ディフェンダーズ 闘う弁護士
- デスパレートな妻たち（ジャスティン〈ライアン・カーンズ〉）
- トーチウッド 人類不滅の日（ダニー）
- 走れ!ケリー（ポール）
- ハイテク武装車バイパー（チップ〈クリス・ダガン〉）
- バビロン5（カール・ミューラー〈マーク・ロルストン〉）
- バフィー 〜恋する十字架〜（カルロ）
- パワーレンジャーシリーズ
  - パワーレンジャー・イン・スペース（ボルテージホグ、レニー）
  - パワーレンジャー・ロスト・ギャラクシー（デーモン・ヘンダーソン / グリーンレンジャー）
  - パワーレンジャー・ライトスピード・レスキュー（デーモン・ヘンダーソン / ギャラクシーグリーンレンジャー）
- HAWAII FIVE-0（ケイジ〈ジョン・セダ〉、ガブリエル〈ケルヴィン・ユー〉）
- バンド・オブ・ブラザーズ（ヘフロン〈ロビン・レイン〉）
- PAN AM/パンナム（マイク・ラスキン〈コリン・ドネル〉）
- プライベート・プラクティス3（ブレンドン〈スティーヴン・ソーワン〉）
- FRINGE/フリンジ
- BONES シーズン4（フランクリン・タン）
- 名探偵モンク7（刑事）
- 名探偵ポワロ ※NHK版
  - メソポタミア殺人事件（警官）
  - マギンティ夫人は死んだ（ジェームズ・ゴードン・ベントリー）
  - 死者のあやまち（ブランド警部〈トム・エリス〉）
- THE MENTALIST メンタリストの捜査ファイル2
- ヤング・スーパーマン（エリック〈ショーン・アシュモア〉）
- 連城訣（狄雲〈ウー・ユエ〉）
- 霊能者アザーズ（トニー〈ザカリー・クイント〉）

#### アニメ
- ザ・バットマン（ディック・グレイソン / ロビン）
- スター・ウォーズ 反乱者たち（シーボ）
- ティーン・タイタンズ（ロビン、レッドエックス、マス、メノス）
  - ティーン・タイタンズ 東京で大ピンチ!（ロビン）
  - ティーン・タイタンズGO!（ロビン）
- ノートルダムの鐘II
- エル・ドラド 黄金の都
- バットマン:ブレイブ&ボールド（ディック・グレイソン / ロビン）
- ヤング・ジャスティス（ディック・グレイソン / ロビン / ナイトウィング）
- 勇者ソー 〜アスガルドの伝説〜（マイティ・ソー）※ディズニーXD版
- リトル・マーメイドII Return to The Sea
- リブート（カートゥーン ネットワーク版）（スラッシュ）
- ルーニー・テューンズ・ショー（ジョー・エル、司会者、監視員、少年、受付、乗客、スタント係、店員2、男性客、テリー、インク店店員 他）
- レゴバットマン ザ・ムービー 〈ヒーロー大集合〉（ロビン）
- ロボカーポリー（ロイ[52]）
- バットウィール（ロビン）

### 映画
- シン・ゴジラ（2016年） - 声の出演[53]

### ボイスオーバー
- スーパープレゼンテーション（2016年、NHK-Eテレ） - ジョシュア・フォアの声

### その他コンテンツ
- キャバクラの教室 オーディオブック
- 史上最高のセミナー オーディオブック
- 異世界ヤンジャン PV（2023年、ナレーション[54]）
- おじさんがなぜか可愛い。1巻発売記念PV（2023年、間島、男3[55]）

### シリーズ一覧
1. ↑  第1期（2000年）、第2期『Ⅱ』（2001年）
2. ↑  第1作『幻想魔伝 最遊記』（2001年）、第2作『最遊記RELOAD』（2003年）、第3作『最遊記RELOAD GUNLOCK』（2004年）
3. ↑  第1期（2008年）、第2期『CAPU2』（2008年）
4. ↑  第1期（2014年）、第2期『セカンドシーズン』(2016年）、第4期『TO THE TOP』前半クール（2020年）
5. ↑  Season 3 Part 1（2018年）、Season 3 Part 2（2019年）、The Final Season Part 1（2021年）